# ماركيس دي فاديلو (محطة مترو أنفاق مدريد)
ماركيس دي فاديلو (بالإسبانية: Marqués de Vadillo)‏ هي محطة مترو أنفاق في مدريد في إسبانيا، تقع على الخط رقم 5.